# فرشید رمزی

فرشید رمزی (راست) به همراه گوگوش

فرشید رمزی (زاده ۱۳۲۰ – درگذشته ۱۶ فروردین ۱۳۹۵) تهیه‌کنندهٔ سرشناس شوهای تلویزیونی در تلویزیون ملی ایران در سال‌های پیش از انقلاب اسلامی بود. فرشید رمزی بعد از انقلاب از ایران خارج شده و به آمریکا رفت و بعد از مدتی در لندن اقامت کرد. او در دوران اصلاحات به ایران سفر کرد اما به او اجازه خروج از کشور و بازگشت به لندن را ندادند. رمزی دو سال پایانی زندگی‌اش را در خانه سالمندانی در کرج گذراند.

## آثار
تهیه‌کننده و کارگردان برنامه‌های تلویزیونی:
- چشمک
- استودیو ۱۱
- رنگارنگ
- شش و هشت

سرپرست گروه فیلمبرداری از مراسم‌های:
- مراسم تاجگذاری محمد رضا پهلوی
- مراسم جشن‌های دو هزار پانصد ساله
- مراسم پنجاهمین سالگرد سلطنت پهلوی

کارگردان موزیک ویدئو (نماهنگ):

ترانهٔ غریبه دلارام

## درگذشت
فرشید رمزی در اثر پیامدهای سکتهٔ مغزی، بعد از ظهر دوشنبه ۱۶ فروردین ۱۳۹۵ در خانهٔ سالمندانی در شهر کرج درگذشت. وی هنگام مرگ ۷۵ سال داشت.